# 9 Dywizja Górska (III Rzesza)
9 Dywizja Górska (9. Gebirgs Division) – dwie różne dywizje górskie utworzone niezależnie od siebie w ostatnich dniach wojny i noszące przez przypadek tę samą nazwę. Dla odróżnienia dywizję utworzoną w Norwegii określa się jako północną (Nord) a utworzoną w Austrii wschodnią (Ost). Obie utworzone ad hoc jednostki istniały tylko kilka dni i nie były pełnowartościowymi dywizjami górskimi.

## 9 Dywizja Górska (Nord)
6 maja 1945 r. rozkazem OKW przemianowano stacjonującą w Norwegii 140 Dywizję do Zadań Specjalnych (Divisionsstab z.b.V. 140, wcześniej Divisionsgruppe Kräutler) na 9 Dywizję Górską. Rozkaz wydano późno, tuż przed końcem wojny i nie miał już żadnego praktycznego znaczenia. Jej jedynym dowódcą był generał major Mathias Kräutler.
Skład
- 139. pułk strzelców górskich (Gebirgsjäger-Regiment 139),
- 3. batalion strzelców (Jäger-Bataillon 3),
- 6. batalion strzelców (Jäger-Bataillon 6),
- sztab 931 pułku artylerii do zadań specjalnych (Artillerie-Regimentsstab z.b.V. 931) kontrolujący dwa bataliony artylerii,
- 124. górski batalion artylerii,
- 424. batalion lekkich dział szturmowych,
- 140. batalion inżynieryjny,
- 140. górski batalion łączności,
- 140. dywizyjne oddziały zaopatrzeniowe[2].

## 9 Dywizja Górska (Ost)
Dywizja została utworzona na bazie Grupy Bojowej Semmering (Kampfgruppe Semmering lub Kampfgruppe Raithel) walczącej z Sowietami na rozpadającym się froncie wschodnim od 12 kwietnia 1945 r. W jej skład wchodziły pododdziały blokujące przełęcz Semmering w Austrii, RAD, SS, policji, naziemnego personelu Luftwaffe, żołnierzy szkoły artylerii górskiej i nawet marynarzy z floty Dunaju. Rozkaz nakazujący zmianę nazwy jednostki wydano zaledwie tydzień przed kapitulacją. Jej jedynym dowódcą był pułkownik Heribert Raithel.
Skład
- 154. górski pułk strzelców,
- 155. górski pułk strzelców,
- 56 górski pułk artylerii (na bazie szkoły artylerii górskiej),
- 56. górski batalion rozpoznawczy,
- 48. kompania niszczycieli czołgów,
- górska kompania inżynieryjna[3].